# WireGuard
WireGuard é um aplicativo de software e protocolo de comunicação gratuito e de código aberto. Ele é usado para implementar técnicas de rede virtual privada (VPN) na criação de conexões seguras de ponto a ponto em configurações roteadas ou de ponte. Ele é executado como um módulo do núcleo do Linux e procura ter melhor desempenho que os protocolos de tunelamento IPsec e OpenVPN.
 Escrito por Jason A. Donenfeld, o programa conseguiu estabilidade de produção em sua versão para Linux e foi incorporado no lançamento do Linux 5.6 no final de março de 2020.

## Recursos
O WireGuard busca fornecer serviços de VPN que sejam não apenas simples, como também altamente efetivos. Uma análise de 2018 pelo site Ars Technica observou que tecnologias populares de VPN, tais como OpenVPN e IPsec, são em geral complexas de se configurar, desconectam-se facilmente (na ausência de configurações adicionais), demoram bastante tempo para se reconectarem, podem usar cifrar desatualizadas, e possuem códigos muito extensos, o que torna a busca por bugs mais difícil.
O design do WireGuard procura reduzir essas questões, tornando o túnel mais seguro e fácil de se gerenciar por padrão. Ao usar diferentes versões de pacotes de criptografia, o programa se concentra nas cifras apontadas como sendo as mais seguras no momento da criptografia. Quanto ao seu código, no momento da análise pelo Ars Technica, sua programação contava com cerca de 4 mil linhas de códigos puros centrais, algo como 1% da extensão dos códigos do OpenVPN ou IPsec - tornando suas auditorias de segurança muito mais fáceis.